# Menophra nigrifasciata
Menophra nigrifasciata là một loài bướm đêm trong họ Geometridae.